# Olodumare
Olódùmarè (en yoruba: O-lo-dù-ma-rè, Señor al que va nuestro eterno destino) es el nombre dado a una de las tres manifestaciones del Dios Supremo o Ser Supremo en la religión yoruba: Olodumare, el creador; Ọlọrun, gobernante de los cielos; y Olofi, quien es el conducido entre Orún (cielo) y Ayé (Tierra ).
Creó el universo, pero no directamente la vida en la Tierra. Para ello le entregó a Obatalá, jefe de los orishas, las herramientas para realizarlo, ya que no está interesado en los asuntos de los hombres, por lo que estos últimos se dirigen a los orishas, que son las deidades susceptibles de intervenir en el mundo.

## Atributos
Olódùmarè es la manifestación material y espiritual de todo lo existente. Para los yoruba es, Dios único, supremo, omnipotente, creador del universo y de todo lo que existe.
El nombre Olódùmarè simboliza una entidad divina que no tiene padre ni madre ni se encuentra ligada por el espacio. Es tradición de los yoruba decir que todo está en manos de Dios (Olódùmarè) cuando se acuestan por la noche. 
Históricamente, los yoruba no adoran a Olódùmarè, no hay un santuario específico y  no se le suelen dedicar sacrificios. La religión yoruba lo considera como el origen de la virtud y la mortalidad y se cree que otorga el conocimiento a todas las personas en el momento de su nacimiento. Los yorubas le invocan cuando otras deidades se muestran poco dispuestas a ayudar,  o bien parecen incapaces de hacerlo. Los yoruba creen que Olódùmarè creó todas las demás fuerzas del universo para ayudar a continuar la evolución.

## Ofrendas y bailes
Mientras los orishas tienen altares, bailes y ofrendas dependiendo de la deidad (Elegua, Shango, Oshún, Obatalá, Oya, Yemayá, Oggun, Orunmila), Olódùmarè no tiene altar, emblemas ni señales para representarlo, ya que al ser supremo no se representa.